# Тасоба (Акжаикский район)
Тасоба (каз. Тасоба) — село в Акжаикском районе Западно-Казахстанской области Казахстана. Входит в состав Есенсайского сельского округа. Код КАТО — 273249400.

## Население
В 1999 году население села составляло 266 человек (135 мужчин и 131 женщина). По данным переписи 2009 года, в селе проживало 199 человек (106 мужчин и 93 женщины).